# آلوارو اوبرگون
آلوارو اوبرگون (انگلیسی: Álvaro Obregón; زاده ۱۹ فوریهٔ ۱۸۸۰ – درگذشته ۱۷ ژوئیهٔ ۱۹۲۸) سیاستمدار، و ژنرال نظامی اهل مکزیک بود.
وی که از افراد تأثیرگذار در انقلاب مکزیک بود از سال ۱۹۲۰ تا ۱۹۲۴ رئیس‌جمهور مکزیک بود. در حالی که اوبرگون در سال ۱۹۲۸ برنده انتخابات ریاست جمهوری شده بود، توسط فردی به نام خوزه ده لئون تورال ترور شد. تورال که قبل از ترور به دلیل سیاست‌های ضددینی دولت مجرم شناخته شده بود، پس از محاکمه به اعدام محکوم شد و در فوریه ۱۹۲۹ تیرباران شد.